# Матеос, Давид
Давид Матеос Рамахо (исп. David Mateos Ramajo; 22 апреля 1987, Мадрид) — испанский футболист, защитник.

## Карьера
Матеос перешёл в «Реал» в 12 лет. В сезоне 2007/08 он был переведён в «Кастилью», в которой отыграл два года.
В январе 2010 Давид Матеос был впервые вызван в первую команду «Реала» Мануэлем Пеллегрини на матч с «Депортиво» из Ла-Коруньи. 3 апреля того же года он был вызван на матч с «Расингом», но не попал в итоговую заявку.
Летом 2010 года Матеос был переведён в первую команду и с ним был подписан профессиональный контракт до 2013 года. Матеос был вызван на первый матч в сезоне с «Мальоркой». После ухода из команды Рафаэля ван дер Ваарта и Ройстона Дренте он стал полноправным игроком «Реала» и получил номер 15.
23 ноября 2010 он дебютировал за «Реал» в официальном матче. Он вышел на замену в матче с амстердамским «Аяксом» в Лиге чемпионов.
29 января 2011 Матеоса арендовал афинский АЕК, за который он выступал полгода.

## Достижения
Реал Мадрид
- Обладатель Кубка Испании: 2010/11[источник не указан 5072 дня]

АЕК (Афины)
- Обладатель Кубка Греции: 2010/11[источник не указан 5072 дня]

## Клубная статистика
на 17 апреля 2011.
| Клуб                 | Сезон           | Лига  | Лига | Кубок | Кубок | Континент. | Континент. | Всего | Всего |
| Клуб                 | Сезон           | Матчи | Голы | Матчи | Голы  | Матчи      | Голы       | Матчи | Голы  |
| -------------------- | --------------- | ----- | ---- | ----- | ----- | ---------- | ---------- | ----- | ----- |
| Реал Мадрид Кастилья | 2007/08         | 34    | 1    | —     | —     | —          | —          | 34    | 1     |
| Реал Мадрид Кастилья | 2008/09         | 30    | 0    | —     | —     | —          | —          | 30    | 0     |
| Реал Мадрид Кастилья | 2009/10         | 33    | 1    | —     | —     | —          | —          | 33    | 1     |
| Реал Мадрид Кастилья | Всего           | 97    | 2    | —     | —     | —          | —          | 97    | 2     |
| Реал Мадрид          | 2010/11         | 0     | 0    | 1     | 0     | 1          | 0          | 2     | 0     |
| Реал Мадрид          | Всего           | 0     | 0    | 1     | 0     | 1          | 0          | 2     | 0     |
| АЕК                  | 2010/11         | 7     | 0    | 2     | 0     | 0          | 0          | 9     | 0     |
| АЕК                  | Всего           | 7     | 0    | 2     | 0     | 0          | 0          | 9     | 0     |
| Всего в карьере      | Всего в карьере | 104   | 2    | 3     | 0     | 1          | 0          | 108   | 2     |